# Fronte dell'essere
Fronte dell'essere è il terzo album in studio del gruppo musicale Zetazeroalfa, pubblicato nel 2002.

## Il disco
Il disco è stato pubblicato ufficialmente il 21 giugno 2002.

## Tracce
1. Fight club - Intro – 1:03
2. Fronte dell'essere – 3:27
3. Sulmona breakfast – 2:03
4. Buenos Aires – 4:08
5. Io e i miei amici – 6:49
6. Frammenti di vetro – 1:08
7. Zizzania – 2:54
8. Carosello alfa – 1:06
9. Fratelli Omunghus – 3:45
10. Braccato '70 – 2:30
11. Circus – 1:55
12. La tela del ragno – 6:30
13. Tamiltanzin und Tarzan – 1:41
14. Tango core – 3:25
15. Entra a spinta – 8:15

## Formazione
- Sinevox - voce
- Dr. Zimox - chitarra
- Mr. Malox - chitarra
- Kitomobass - basso
- Epolcic - tastiere
- Atom Takemura - batteria